# 袖山靖雄
袖山 靖雄（そでやま やすお、1947年5月28日 -2021年3月4日(没73歳) ）は、日本の実業家。東急リバブル代表取締役社長や、不動産流通経営協会理事長を務めた。

## 人物・経歴
新潟県生まれ。青山学院大学経済学部卒業後、1970年東急不動産入社。1980年東急不動産地域サービス出向。1996年東急リバブル取締役。1999年東急リバブル常務取締役流通本部第三統括部長。2002年東急リバブル常務取締役常務取締役流通第二本部長。2003年から東急リバブル代表取締役社長。2005年リバブルアセットマネジメント代表取締役社長。2007年不動産流通経営協会副理事長。2011年東急リバブル取締役相談役。同年から不動産流通経営協会理事長を務め、不動産流通促進政策の提言などにあたった。平成24年国土交通大臣表彰（建設事業関係功労）受賞。